# Sirius B

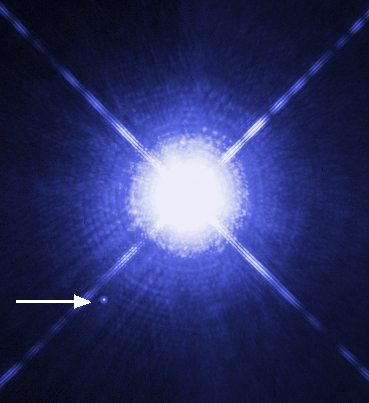
Sirius B (bij pijl)

Sirius B is een witte dwerg en de begeleider van Sirius A, de helderste ster na de zon.
De mogelijke aanwezigheid van een begeleider bij Sirius werd in 1844 berekend door de Duitse astronoom Friedrich Bessel uit periodieke onregelmatigheden in de baan. Pas in 1862 werd Sirius B waargenomen door lenzenslijper en astronoom Alvan Clark, hiermee was Sirius B de eerst waargenomen witte dwerg.